# Tōji Kamata
Tōji Kamata (鎌田東二?, Kamata Toji; Anan, 20 marzo 1951 – 30 maggio 2025) è stato un filosofo giapponese.
Si è laureato in lettere e filosofia all'Università di Kokugakuin nel 1980, così come ha completato il dottorato sullo studio delle religioni all'Università di Tsukuba nel 2001. Ha insegnato al liceo Kinjo, all'università di Kokugakuin e alla facoltà di medicina di Musashigaoka. Dal 2003 è stato inoltre professore dell'Università di Kyōto.
Il suo lavoro si concentrava sullo studio della spiritualità e delle religioni giapponesi (shintoismo, Buddismo, shinshukyo ecc.). Fece parte di una corrente di intellettuali tradizionalisti che sostengono la superiorità di queste ultime su quelle occidentali, per via dei loro aspetti intimisti e sfaccettati. Studia anche mitologia giapponese.
Tra le sue opere più note ci sono Shinkai no fīrudowāku (神界のフィールドワーク――霊学と民俗学の生成』青弓社?) (1987), saggio filosofico sul mondo degli spiriti, e Shūkyō to reisei (宗教と霊性』角川選書?) (1995), che si attacca alla storia delle religioni nipponiche.
Inoltre fu membro fondatore dell'International Shinto Foundation (Shinto kokusai gakkai) del 1994, uno dei più importanti centri di ricerca sullo shintoismo.